# Sergio Donati
Sergio Donati (* 13. April 1933 in Rom; † 13. August 2024 in Mentana) war ein italienischer Drehbuchautor und Schriftsteller. 

## Biografie
Erste literarische Erfahrung sammelte Donati als Verfasser mehrerer durchaus erfolgreicher Kriminalromane (L’altra faccua della Luna, Il sepolcro di carta, Mr. Sharkey torna a casa). Anfang der 1960er Jahre entschloss er sich – trotz mehrerer Angebote (u. a. soll der damals noch unbekannte Sergio Leone Interesse an den Filmrechten von Mr. Sharkey torna a casa gehabt haben) – das Schreiben an den Nagel zu hängen und zog von Rom nach Mailand. Dort arbeitete er mehrere Jahre als Texter in einer großen Werbeagentur und machte erste Erfahrungen als Produzent von TV-Werbespots.
Diese Tätigkeit ermöglichte Donati Zugang zur Welt des Films, in der er zunächst als sogenannter Script-Doctor Drehbücher anderer Autoren überarbeitete. Ein erstes Angebot von Sergio Leone mit ihm das Drehbuch für seinen ersten Italowestern, Für eine Handvoll Dollar, zu verfassen, lehnte er allerdings ab. Nachdem der Film, wider Erwarten, ein großer kommerzieller Erfolg wurde und Leone die Möglichkeit einer Fortsetzung erhielt, wandte sich der Regisseur erneut an Donati. Diesmal sagte Donati zu und entwickelte die ersten Entwürfe für Für ein paar Dollar mehr. Obwohl das Drehbuch zu großen Teilen von ihm stammte, wurde er – aus vertraglichen Gründen – nicht im Vorspann des Films genannt. Ähnlich verhält es sich mit Leones drittem Western, Zwei glorreiche Halunken. Einige der Schlüsselszenen, beispielsweise die Idee des Soldatenchors, der die Schmerzensschreie der gefolterten Soldaten übertönt, stammen aus Donatis Feder. Trotzdem hielt die Arbeitsbeziehung mit dem mitunter schwierigen Leone weiter an.
Erst bei Leones Film Spiel mir das Lied vom Tod, der ursprünglich auf einem Treatment von Leone, Bernardo Bertolucci und Dario Argento basierte, und bei Todesmelodie firmierte Donati als offizieller Drehbuchautor. Der internationale Erfolg von Leones Filmen ermöglichte Donati die Zusammenarbeit mit anderen renommierten Regisseuren, beispielsweise Michael Anderson, John Irvin und John Guillermin. Einer der Höhepunkte von Donatis Karriere war eine längere Zusammenarbeit mit der Hollywoodlegende Billy Wilder, die allerdings nie über den Projektstatus hinaus kam.
Über Leone lernte Donati den Drehbuchautor Luciano Vincenzoni kennen. Ihr Verhältnis war zunächst von Konkurrenz geprägt. Doch nach und nach entwickelte sich eine fruchtbare Zusammenarbeit. Viele von Donatis späteren Arbeiten, beispielsweise Andersons Orca – Der Killerwal (1977) oder Bonnie e Clyde all’italiana (1982, Regie: Steno) waren das Produkt dieser Kollaboration.

## Filmografie (Auswahl)
- 1966: 100.000 Dollar für einen Colt (La muerte cumple condena)
- 1967: Der Gehetzte der Sierra Madre (La resa dei conti)
- 1967: Der Chef schickt seinen besten Mann (Requiem per un agente segreto)
- 1967: Eine Handvoll Helden
- 1967: Perry Rhodan – SOS aus dem Weltall (4… 3… 2… 1… morte)
- 1967: Von Angesicht zu Angesicht (Faccia a faccia)
- 1968: Spiel mir das Lied vom Tod (C’era una volta il West)
- 1968: Der Coup der 7 Asse (Sette volte sette)
- 1971: Todesmelodie (Giù la testa)
- 1972: Ben und Charlie (Amico, stammi lontano almeno un palmo)
- 1976: Zwiebel-Jack räumt auf (Cipolla Colt)
- 1977: Orca, der Killerwal (Orca)
- 1977: Inferno 2000 (Holocaust 2000), mit Alberto De Martino und Michael Robson
- 1978: Insel der neuen Monster (L’isola degli uomini pesce), mit Sergio Martino und Cesare Frugoni
- 1981: Eine Faust geht nach Westen (Occhio alla penna)
- 1983: Duell der Besten (I Paladini. Storia d’armi e d’amori)
- 1986: Der City Hai (Raw Deal)
- 1987: Mann unter Feuer (Man on Fire)
- 1996: Tashunga – Gnadenlose Verfolgung (North Star)
- 2009: La siciliana ribelle